# Przybysz
Przybysz (ang. The Visitor, 1997–1998) – amerykański serial science fiction stworzony przez Deana Devlina i Rolanda Emmericha. Wyprodukowany przez Centropolis Television i 20th Century Fox Television.
Światowa premiera serialu miała miejsce 19 września 1997 roku na kanale Fox. Ostatni odcinek został wyemitowany 16 stycznia 1998 roku. W Polsce serial nadawany był dawniej na kanałach Polsat i TV4.

## Obsada
- John Corbett jako Adam MacArthur
- Grand L. Bush jako agent Douglas Wilcox
- Leon Rippy jako agent Nicholas LaRue
- John Storey jako agent Craig Van Patten
- Steve Railsback jako James Vise

## Spis odcinków
| N/o            | Tytuł angielski     |
| -------------- | ------------------- |
|                |                     |
| SERIA PIERWSZA |                     |
|                |                     |
| 01             | Pilot               |
|                |                     |
| 02             | Fear of Flying      |
|                |                     |
| 03             | The Devil's Rainbow |
|                |                     |
| 04             | Dreams              |
|                |                     |
| 05             | Remember            |
|                |                     |
| 06             | The Black Box       |
|                |                     |
| 07             | Devil Night         |
|                |                     |
| 08             | Reunion             |
|                |                     |
| 09             | Caged               |
|                |                     |
| 10             | Going Home          |
|                |                     |
| 11             | Miracles            |
|                |                     |
| 12             | The Chain           |
|                |                     |
| 13             | The Trial           |
|                |                     |